# Silandro
Silandro (em alemão Schlanders) é uma comuna italiana da região do Trentino-Alto Ádige, província de Bolzano, com cerca de 5.733 habitantes. Estende-se por uma área de 115 km², tendo uma densidade populacional de 50 hab/km². Faz fronteira com Laces, Lasa, Malles Venosta, Martello, Senales.
Mais de 94% de sua população tem como língua materna o alemão.

## Demografia
| Variação demográfica do município entre 1861 e 2011                               |
|                                                                                   |
| Fonte: Istituto Nazionale di Statistica (ISTAT) - Elaboração gráfica da Wikipedia |